# O Smach
O Smach (auch O'Smach oder Ou Smach, Khmer អូរស្មាច់) ist eine kleine Grenzstadt im Nordwesten von Kambodscha in der Provinz Oddar Meanchey. International bekannt wurde O Smach durch massive Kampfhandlungen in den Jahren 1997–1998 zwischen bewaffneten Gruppierungen der rivalisierenden Premierminister Hun Sen und Norodom Sihanouk, wobei die Roten-Khmer-Gruppierung in Anlong Veng die Truppen von Norodom unterstützten. Aufgrund von diplomatischen Bemühungen von Japan flauten die Kämpfe 1998 ab. Die Stadt wurde während der Kampfhandlungen großteils zerstört. 2003 wurde ein Grenzübergang zwischen dem Land und der thailändischen Provinz Surin eröffnet. Auf der gegenüberliegenden Seite liegt die thailändische Ortschaft Chong Chom. Aufgrund Spannungen zwischen den Ländern wurde der Grenzübergang des Öfteren wieder geschlossen. Der genaue Grenzverlauf zwischen den beiden Ländern ist umstritten. Diese Tatsache machen sich Casinobetreiber zunutze, welche Spielcasinos im Niemandsland zwischen den Ländern betreiben. Die Casinos befinden sich in einem Gebiet zwischen der thailändischen und der kambodschanischen Grenzkontrolle. Glücksspiele sind in Thailand verboten. Um das Gebiet der Casinos zu betreten, müssen Besucher aus Thailand nicht durch die kambodschanische Grenzkontrolle. Glücksspiel ist in Kambodscha ebenfalls verboten. Nur Ausländer dürfen in Kambodscha Casinos besuchen. Bis zu ihrer Auflösung 1999 wurde die Gegend um O Smach von den Roten Khmer kontrolliert und besonders für den Export von Teakholz nach Thailand verwendet. Heutzutage ist der Grenzübergang bedeutend für den Export von Cassava.